# Suicideboys
$uicideboy$ (рус. Суиса́йдбойс) — американский хип-хоп-дуэт из Нового Орлеана, основанный в 2014 году двоюродными братьями Аристосом Норманом Петру и Скоттом Энтони Арсено-младшим, более известными как Ruby da Cherry и $crim. Через платформу обмена музыкой SoundCloud дуэт набрал первую популярность благодаря своим абразивным, самодельным битам, а также их суровому лирическому содержанию и таким темам, как расстройства от употребления наркотиков и суицидальные мысли. Они основали свой собственный лейбл «G*59 Records».
Дуэт считается одним из самых популярных исполнителей на андеграундной рэп-сцене. После нескольких лет релизов исключительно мини-альбомов и микстейпов, 7 сентября 2018 был года был выпущен дебютный студийный альбом $uicideboy$ I Want to Die in New Orleans. Он хорошо зарекомендовал себя в коммерческом плане, дебютировав под номером 9 в американском Billboard 200. В мае 2019 года они выпустили совместный шеститрековый мини-альбом под названием Live Fast, Die Whenever с барабанщиком Blink-182, Трэвисом Баркером. В записи альбома также принимал участие гитарист Korn Джеймс Шаффер.

## Биографии
$crim (Скотт Энтони Арсено-младший) родился 11 апреля 1989 года в Марреро, штат Луизиана. Вдохновленный T-Pain и Канье Уэстом на создание музыки, Арсено купил свой первый ноутбук, который он использовал, чтобы начать диджействовать на деньги, вырученные от продажи наркотиков. Страсть Арсено к диджейству усилилась, когда он начал посещать колледж Дельгадо, где его нанимали на вечеринки диджеев. Он также работал продавцом подержанной мебели, и через три года его уволили за новые татуировки на руках.
Ruby da Cherry (Аристос Норман Петру) родился 22 апреля 1990 года в семье матери-американки и отца киприота-грека Павлоса Петру, бывшего главного тренера футбольной ассоциации Академии Маунт Кармел, который прибыл в страну после получения спортивной стипендии в Новоорлеанском университете. Выросший в Метэри, штат Луизиана, Петру начал интересоваться музыкой в семь лет. В 10 лет он играл на скрипке, а затем и на барабанах. Позже он присоединился к группе в средней школе. До 2015 года он работал официантом в ресторане своего отца. Его опыт общения с панк-рок сценой продолжился, когда он присоединился к группе «VAPO-RATS» в качестве барабанщика; однако, видя апатию, которую его товарищи по группе проявляли по отношению к будущему группы и разочаровавшись в них, Петру ушел, чтобы продолжить карьеру в хип-хопе со своим братом Скоттом.
Скотт Арсено младший ($crim) и Аристос Петру (Ruby da Cherry) — двоюродные братья, и поэтому у них были близкие отношения в детстве. Понимая, что оба заинтересованы в серьёзном отношении к музыкальной карьере, и оба недовольны направлением своей жизни, они сформировали дуэт $uicideboy$, заключив договор о том, что, если их музыкальная карьера не сложится, то они оба совершат самоубийство. В интервью американскому медиа Mass Appeal, Арсено заявил: «это было очень похоже на порез руки, кровотечение и заключение договора о том, что плана "Б" нет, что если этого не произойдёт к тому времени, когда нам исполнится 30 — я снесу себе голову». После объединения они создали лейбл G*59 Records, а Скотт сосредоточился на написании музыки к трекам.

## Музыкальная карьера
Первым совместным проектом дуэта является мини-альбом, состоящий из трёх треков, под названием Kill Yourself Part I: The $uicide $aga, который был выпущен в июне 2014 года на SoundCloud и Bandcamp, привлекший внимание слушателей коллаборацией с известным андеграунд-рэпером Bones. В последующие месяцы дуэт выпустил ещё девять итераций серии Kill Yourself. Этими релизами группа выработала характерное звучание и получила узнаваемость. После ряда совместных мини-альбомов с другим андеграунд-артистом Black Smurf, их первый полноформатный проект под названием Gray/Grey был выпущен 3 марта 2015 года.
Андеграундный прорыв $uicideboy$ произошел с выпуском в 2015 году мини-альбома $outh $ide $uicide, в сотрудничестве с известным рэпером из Южной Флориды Пуя, который вывел дуэт в центр внимания андеграунд-рэпа. По состоянию на октябрь 2018 года, только на потоковой платформе SoundCloud количество прослушиваний уже более 75 миллионов. Первый выход дуэта в основные музыкальные чарты состоялся с выпуском мини-альбома Radical $uicide летом 2016 года. Мини-альбом, спродюсированный EDM-музыкантом Getter, достиг 17-го места в рэп-чартах Billboard.
В 2017 году $uicideboy$ выпустили 10 оставшихся частей из саги Kill Yourself, спродюсировали несколько треков с нового альбома Juicy J, записали совместно с ним и A$AP Rocky композицию Freaky, а также объявили о выходе полноценного дебютного альбома I Don’t Want to Die in New Orleans 1 декабря, но в итоге перенесли дату выпуска на неопределённое время. Позднее альбом был переименован в I Want to Die in New Orleans.
7 сентября 2018 года был выпущен их дебютный студийный альбом I Want to Die in New Orleans. В публикации на официальном аккаунте дуэта в Instagram, говорится: «Мы начали записывать этот альбом в начале 2017 года. Изначально мы хотели написать о нашем опыте в дороге и выразить, как наша жизнь стала немного более экстравагантной».
$uicideboy$ обрели культовых последователей на хип-хоп сцене, отчасти из-за их нишевой тематики, включающей темы, которые редко встречаются в рэпе, такие как суицидальные идеи, сатанизм и депрессия. По состоянию на август 2021 года их самое просматриваемое музыкальное видео на YouTube — это их песня «Paris», набравшая почти 150 миллионов просмотров; "And to Those I Love, Thanks for Sticking Around" — песня с наибольшим количеством прослушиваний на их странице в Spotify, набравшая 800 миллионов прослушиваний. Дуэт был включён в список Billboard под названием «Billboard Dance’s 15 Artists to Watch in 2017».
В конце 2018 года прошел слух, что дуэт распался после серии зловещих твитов. Однако вскоре они уточнили, что твиты были связаны с «личными проблемами», с которыми столкнулся Арсено, и что на самом деле они не распались.
В мае 2019 года группа положила конец этим слухам, анонсировав 4 мая и выпустив 24 мая свой шеститрековый мини-альбом LIVE FAST DIE WHENEVER в сотрудничестве с барабанщиком Blink-182 Трэвисом Баркером и гитаристом Korn Джеймс Шаффер. Пластинка получила преимущественно положительные отзывы.
14 февраля 2020 года, вышел альбом «Stop Staring at the Shadows».
13 августа 2021 года, спустя годовой перерыв, дуэт выпустил свой второй студийный альбом — Long Term Effects of Suffering. Альбом был хорошо принят их поклонниками, хотя и вызвал разногласия в средствах массовой информации в целом. Вскоре после выхода альбома дуэт начал тур Grey Day Tour 2021 вместе с другими участниками лейбла G*59.
В ноябре 2021 года дуэт был награждён своим первым платиновым синглом RIAA за хит «...And to Those I Love, Thanks for Sticking Around», который набрал более миллиона продаж.
В конце июля 2022 года вышел альбом Sing Me a Lullaby, My Sweet Temptation.
16 декабря 2022 года вышел мини-альбом DirtiestNastiest$uicide, дебютировавший на 54 позиции в чарте Billboard 200.
24 февраля 2023 года вышел мини-альбом Shameless $uicide, дебютировавший на 50 позиции Billboard 200.
14 июня 2024 года вышел альбом New World Depression.

### Параллельные проекты
Наряду со своей работой в $uicideboy$, Петру и Арсено выпускали отдельные сольные работы, а также работали с другими артистами индивидуально.
До $uicideboy$ Арсено был начинающим сольным хип-хоп-исполнителем, выпустившим несколько микстейпов под названием $crim. К ним относятся Narcotics Anonymous, #DrugFlow, #DrugFlow2, Patron Saint of Everything Totally Fucked, Full Plates и Nightmare on Rising Sun Street, которые были выпущены до образования дуэта в 2014 году. Арсено также работал внутренним продюсером Universal/Republic, продюсируя несколько песен для артистов, в том числе одну песню, которая стала коммерчески успешной. 15 мая 2020 года Арсено выпустил свой первый студийный сольный альбом с момента образования $uicideboy$, альбом $crim A Man Rose from the Dead получил неоднозначные отзывы среди поклонников.
Петру выпустил два сольных микстейпа под псевдонимом Oddy Nuff da Snow Leopard: The Jefe Tape в 2012 и Pluto в 2014. Pluto содержал первую коллаборацию между Арсено и Петроу в коммерческом проекте; Арсено фигурировал в песне «Smoke a Sack».

### Конфликты
$uicideboy$ подверглись большой критике со стороны основных музыкальных критиков за их часто грубый и оскорбительный образ, в том числе их имя, лирическое содержание и поведение. Многие из их песен содержат темы и намеки на поклонение дьяволу; однако, как утверждает Арсено в интервью с Адамом Грандмезоном, их использование сатанинских образов — это просто метонимия негативных последствий денег, наркотиков и других предметов, которые потенциально могут манипулировать людьми.
Арсено — бывший наркоман-опиоид, утверждающий в своем интервью No Jumper, что он заманивал людей к себе на Craigslist, чтобы ограбить их, с целью удовлетворить свою зависимость.
В сентябре 2016 года канадский диджей и музыкальный продюсер Deadmau5 обвинил дуэт в нарушении авторских прав после успеха их песни «Antarctica» (с микстейпа 2016 года Dark Side of the Clouds). Песня представляет собой образцы частей песни Deadmau5 «I Remember» с Kaskade; диджей раскритиковал дуэт за это, заявив, что $uicideboy$ «публикуют интеллектуальную собственность других людей без согласия». Песня, которая выходила с января и достигла миллионов просмотров как на YouTube, так и на SoundCloud, была удалена $uicideboy$ на обеих платформах, и никаких дальнейших действий предпринято не было. Однако к их предстоящему туру Grey Day Tour 2021 «Antarctica» была переработана для потоковой передачи после почти четырёх лет отсутствия на потоковых сервисах и выпущена в сентябре 2021 года.

## Музыкальный стиль
Музыка $uicideboy$ варьируется между различными поджанрами рэпа; в то время как некоторые песни имеют меланхолические тона с лирическим содержанием, которое сосредотачивается на таких предметах, как депрессия и суицидальные мысли (темы, не широко открытые в рэп-музыке), другие дико агрессивны, с темами насилия и сексуального содержания. Некоторые из их песен основаны на их жизни, проходящей в Новом Орлеане; названия песен, такие как Audubon, Tulane, Elysian Fields и St. Bernard отражают улицы и районы, которые повлияли на жизнь Скотта и Аристоса.
Существует явное влияние Three 6 Mafia в большей части на их музыку со многими более ранними песнями $uicideboy$, в которых используются семплы из песен группы.
Большая часть их музыки сосредоточена на депрессии и её симптомах, что не часто встречается в хип-хопе; Арсен подробно рассказал об этом в интервью Mass Appeal, заявив: «многие люди воспринимают это как эмо, или депрессивную музыку, или негативную музыку… в действительности это просто соединение всего и сразу. Это терапия, через музыку».
За исключением некоторых приглашений продюсеров и использования приобретенных битов, вся дискография $uicideboy$ производится самостоятельно, в основном Арсеном под псевдонимом Бадд Дуайер (дань уважения бывшему политику с тем же именем). Арсено также спродюсировал треки для нескольких исполнителей, в том числе для Kizaru, Дензела Карри, Dash и Juicy J; кроме того, он утверждает, что когда-то он провёл внутреннюю сделку с Universal/Republic.

## Личная жизнь
Скотт Арсен младший и Аристос Петру довольно скрытны, когда дело доходит до их личной жизни. Тем не менее, они оба ссылаются на женщин, с которыми встречались в своих песнях, в первую очередь на девушку с именем Клайда (I Hope at Least One of My Ex-Girlfriends Hears This).
У Скотта Арсена была история наркотической зависимости, в первую очередь от героина. Однако он утверждает, что не употреблял с февраля 2019 года. Арсено заявил, что он поддерживает свою трезвость, посещая программу 12 шагов и сеансы терапии.
Аристос Петру также занимался решением проблем с наркоманией. Он не был так откровенен в своей зависимости, как Арсено, однако он более открыто говорил о своей зависимости после выхода альбома Long Term Effects of Suffering. После вмешательства их руководства Петру зарегистрировался в реабилитационном центре для наркоманов в октябре 2020 года. Петру заявил, что здоров не полностью, из-за того, что продолжает курить марихуану.

## Дискография

### Студийные альбомы
| Название                               | Детали                                                                                          | Высшая позиция в чартах | Высшая позиция в чартах | Высшая позиция в чартах | Высшая позиция в чартах | Высшая позиция в чартах | Высшая позиция в чартах | Высшая позиция в чартах | Высшая позиция в чартах | Высшая позиция в чартах | Продажи       | Сертификации    |
| Название                               | Детали                                                                                          | US                      | AUS                     | BEL (FL)                | CAN                     | FIN                     | GER                     | NLD                     | NZ                      | SWI                     | Продажи       | Сертификации    |
| -------------------------------------- | ----------------------------------------------------------------------------------------------- | ----------------------- | ----------------------- | ----------------------- | ----------------------- | ----------------------- | ----------------------- | ----------------------- | ----------------------- | ----------------------- | ------------- | --------------- |
| I Want to Die in New Orleans           | - Релиз: 7 сентября 2018 - Лейбл: G*59 - Формат: Цифровая загрузка, стриминг CD, винил, кассета | 9                       | 10                      | 44                      | 26                      | 6                       | 89                      | 74                      | 15                      | 87                      | - США: 31,000 | - RIAA: золотой |
| Long Term Effects of Suffering         | - Релиз: 13 августа 2021 - Лейбл: G*59 - Формат: Цифровая загрузка, стриминг, CD, винил         | 7                       | 18                      | 76                      | 26                      | 12                      | 61                      | —                       | 8                       | 29                      |               | - RIAA: золотой |
| Sing Me a Lullaby, My Sweet Temptation | - Релиз: 29 июля 2022 - Лейбл: G*59 - Формат: Цифровая загрузка, стриминг, CD                   | 7                       | 42                      | 155                     | 26                      | 14                      | 47                      | —                       | 6                       | 51                      |               | - RIAA: золотой |
| New World Depression                   | - Релиз: 14 июня 2024 - Лейбл: G*59 - Формат: Цифровая загрузка, стриминг, CD                   | 5                       | 6                       | 58                      | 12                      | 11                      | 14                      | 67                      | 3                       | 27                      |               |                 |
| Thy Kingdom Come                       | - Релиз: 1 августа 2025 - Лейбл: G*59 - Формат: Цифровая загрузка, стриминг, CD, винил          |                         |                         |                         |                         |                         |                         |                         |                         |                         |               |                 |

### Чартерные мини-альбомы
| Название                                   | Детали                                                                       | Высшая позиция в чартах | Высшая позиция в чартах | Высшая позиция в чартах | Высшая позиция в чартах | Высшая позиция в чартах | Высшая позиция в чартах | Высшая позиция в чартах |
| Название                                   | Детали                                                                       | US                      | US R&B/HH               | US Ind.                 | US Heat                 | CAN                     | FIN                     | NZ                      |
| ------------------------------------------ | ---------------------------------------------------------------------------- | ----------------------- | ----------------------- | ----------------------- | ----------------------- | ----------------------- | ----------------------- | ----------------------- |
| Radical $uicide                            | - Релиз: 22 июля 2016 - Лейбл: G*59 - Формат: Цифровая загрузка              | —                       | 17                      | 20                      | 5                       | —                       | —                       | —                       |
| DirtiestNastiest$uicide (совместно с Germ) | - Релиз: 16 декабря 2022 - Лейбл: G*59 - Формат: Цифровая загрузка, стриминг | 54                      | 21                      | 6                       | —                       | 94                      | 30                      | 33                      |
| Shameless $uicide (совместно с Shakewell)  | - Релиз: 24 февраля 2023 - Лейбл: G*59 - Формат: Цифровая загрузка, стриминг | 50                      | 25                      | 10                      | —                       | —                       | 39                      | 39                      |
| Yin Yang Tapes: Spring Season (1989-1990)  | - Релиз: 5 мая 2023 - Лейбл: G*59 - Формат: Цифровая загрузка, стриминг      | —                       | —                       | 43                      | —                       | —                       | —                       | —                       |

### Другие мини-альбомы
- Kill Your$elf Part I: The $uicide $aga
- Kill Your$elf Part II: The Black $uede $aga
- Kill Your$elf Part III: The Budd Dwyer $aga
- Kill Your$elf Part IV: The Trill Clinton $aga
- Kill Your$elf Part V: The Fuck Bitche$, Get Death $aga
- Kill Your$elf Part VI: The T$unami $aga
- Kill Your$elf Part VII: The Fuck God $aga

2015
- Kill Your$elf Part VIII: The $eppuku $aga
- Kill Your$elf Part IX: The $oul$eek $aga
- Kill Your$elf Part X: The Re$urrection $aga
- Black $uicide (w/ Black Smurf)
- Black $uicide Side B: $uicide Hustle (w/ Black Smurf)
- G.R.E.Y.G.O.D.S. (w/ Ramirez)
- Grey Sheep
- I No Longer Fear the Razor Guarding My Heel
- Black $uicide Side C: The Seventh Seal (w/ Black Smurf)
- $outh $ide $uicide (w/ Пуя)
- I No Longer Fear the Razor Guarding My Heel (II)
- G.R.E.Y.G.O.D.S.I.I. (w/ Ramirez)

2016
- DIRTYNASTY$UICIDE (w/ Germ)
- Grey Sheep II
- I No Longer Fear the Razor Guarding My Heel (III)

2017
- DIRTIERNASTIER$UICIDE (w/ Germ)
- Kill Your$elf Part XI: The Kingdom Come $aga
- Kill Your$elf Part XII: The Dark Glacier $aga
- Kill Your$elf Part XIII: The Atlanti$ $aga
- Kill Your$elf Part XIV: The Vulture $aga
- Kill Your$elf Part XV: The Coa$t of A$he$ $aga
- Kill Your$elf Part XVI: The Faded $tain$ $aga
- Kill Your$elf Part XVII: The $uburban $acrifice $aga
- Kill Your$elf Part XVIII: The Fall of Idol$ $aga
- Kill Your$elf Part XIX: The Deep End $aga
- Kill Your$elf Part XX: The Infinity $aga

2019
- Live Fast, Die Whenever (w/ Трэвис Баркер)

2023
- Yin Yang Tapes: Summer Season (1989-1990)
- Yin Yang Tapes: Fall Season (1989-1990)
- Yin Yang Tapes: Winter Season (1989-1990)
- I No Longer Fear the Razor Guarding My Heel V

### Чартерные микстейпы
| Название                    | Детали                                                                       | Высшая позиция в чартах | Высшая позиция в чартах | Высшая позиция в чартах | Высшая позиция в чартах | Высшая позиция в чартах | Высшая позиция в чартах | Высшая позиция в чартах |
| Название                    | Детали                                                                       | FIN                     | US                      | NZ                      | CAN                     | BEL (FL)                | SWI                     | GER                     |
| --------------------------- | ---------------------------------------------------------------------------- | ----------------------- | ----------------------- | ----------------------- | ----------------------- | ----------------------- | ----------------------- | ----------------------- |
| Stop Staring at the Shadows | - Релиз: 14 февраля 2020 - Лейбл: G*59 - Формат: Цифровая загрузка, стриминг | 18                      | 30                      | 22                      | 53                      | 81                      | 75                      | 82                      |

### Другие микстейпы
- Gray/Grey (2015)
- 7th or St. Tammany (2015)
- YUNGDEATHLILLIFE (2015)
- High Tide in the Snake’s Nest (2015)
- My Liver Will Handle What My Heart Can’t (2015)
- Now the Moon’s Rising (2015)
- Dark Side of the Clouds (2016)
- Eternal Grey (2016)

### Синглы
| Название                                                              | Год  | Высшая позиция в чартах | Высшая позиция в чартах | Высшая позиция в чартах | Высшая позиция в чартах | Высшая позиция в чартах | Высшая позиция в чартах | Сертификации       | Альбом                                        |
| Название                                                              | Год  | US                      | US R&B/HH               | CAN                     | FIN Stream              | NZ Hot                  | WW                      | Сертификации       | Альбом                                        |
| --------------------------------------------------------------------- | ---- | ----------------------- | ----------------------- | ----------------------- | ----------------------- | ----------------------- | ----------------------- | ------------------ | --------------------------------------------- |
| «Runnin’ Thru the 7th with My Woadies»                                | 2015 | —                       | —                       | —                       | —                       | —                       | —                       | - RIAA: золотой    | $outh $ide $uicide                            |
| «Kill Your$elf (Part III)»                                            | 2015 | —                       | —                       | —                       | —                       | —                       | —                       | - RIAA: золотой    | My Liver Will Handle What My Heart Can’t      |
| «Fuckthepopulation»                                                   | 2015 | —                       | —                       | —                       | —                       | —                       | —                       |                    | My Liver Will Handle What My Heart Can’t      |
| «Paris»                                                               | 2015 | —                       | —                       | —                       | —                       | —                       | —                       | - RIAA: золотой    | Now The Moon’s Rising                         |
| «Antarctica»                                                          | 2016 | —                       | —                       | —                       | —                       | —                       | —                       | - RIAA: платиновый | Dark Side of the Clouds                       |
| «Kill Yourself (Part IV)»                                             | 2016 | —                       | —                       | —                       | —                       | —                       | —                       |                    | Внеальбомный сингл                            |
| «For the Last Time»                                                   | 2017 | —                       | —                       | —                       | —                       | —                       | —                       |                    | Kill Yourself Part XX: The Infinity Saga      |
| «2nd Hand»                                                            | 2017 | —                       | —                       | —                       | —                       | —                       | —                       | - RIAA: золотой    | Kill Yourself Part XII: The Dark Glacier Saga |
| «Fuckallofyou2k18»                                                    | 2018 | —                       | —                       | —                       | —                       | —                       | —                       |                    | Внеальбомный сингл                            |
| «Either Hated or Ignored»                                             | 2018 | —                       | —                       | —                       | —                       | —                       | —                       |                    | Внеальбомный сингл                            |
| «Carrollton»                                                          | 2018 | —                       | —                       | —                       | —                       | —                       | —                       | - RIAA: золотой    | I Want to Die in New Orleans                  |
| «Meet Mr. Niceguy»                                                    | 2018 | —                       | —                       | —                       | 32                      | —                       | —                       |                    | I Want to Die in New Orleans                  |
| «Hung Up on the Come Up»                                              | 2018 | —                       | —                       | —                       | —                       | —                       | —                       |                    | Внеальбомный сингл                            |
| «Scrape»                                                              | 2018 | —                       | —                       | —                       | —                       | —                       | —                       |                    | Внеальбомный сингл                            |
| «Nothingleftnothingleft»                                              | 2019 | —                       | —                       | —                       | —                       | —                       | —                       |                    | Live Fast, Die Whenever                       |
| «Aliens Are Ghosts»                                                   | 2019 | —                       | —                       | —                       | —                       | —                       | —                       |                    | Live Fast, Die Whenever                       |
| «Scope Set»                                                           | 2019 | —                       | —                       | —                       | —                       | —                       | —                       |                    | Stop Staring at the Shadows                   |
| «Fuck Your Culture»                                                   | 2019 | —                       | —                       | —                       | —                       | —                       | —                       |                    | Stop Staring at the Shadows                   |
| «...And to Those I Love, Thanks for Sticking Around»                  | 2020 | —                       | 46                      | —                       | —                       | 35                      | 128                     | - RIAA: платиновый | Stop Staring at the Shadows                   |
| «New Profile Pic»                                                     | 2021 | —                       | —                       | —                       | —                       | —                       | —                       |                    | Long Term Effects of Suffering                |
| «Avalon»                                                              | 2021 | —                       | —                       | —                       | —                       | 15                      | —                       |                    | Long Term Effects of Suffering                |
| «Materialism as a Means to an End»                                    | 2021 | —                       | —                       | —                       | —                       | 15                      | —                       |                    | Long Term Effects of Suffering                |
| «The Evil That Men Do»                                                | 2022 | —                       | —                       | —                       | —                       | 17                      | —                       |                    | Sing Me a Lullaby, My Sweet Temptation        |
| «Escape from Babylon»                                                 | 2022 | ——                      | —                       | —                       | —                       | 13                      | —                       |                    | Sing Me a Lullaby, My Sweet Temptation        |
| «My Swisher Sweet, But My Sig Sauer» (совместно с Germ)               | 2022 | ——                      | —                       | —                       | —                       | 15                      | —                       |                    | DirtiestNastiest$uicide                       |
| «Big Shot Cream Soda» (совместно с Shakewell)                         | 2023 | —                       | —                       | —                       | —                       | 30                      | —                       |                    | Shameless $uicide                             |
| «Us vs. Them»                                                         | 2024 | 96                      | 26                      | 85                      | —                       | 7                       | —                       |                    | New World Depression                          |
| «Are You Going to See the Rose in the Vase, or the Dust on the Table» | 2024 | —                       | 33                      | —                       | —                       | 8                       | —                       |                    | New World Depression                          |
| «The Thin Grey Line»                                                  | 2024 | 71                      | 20                      | 88                      | —                       | 3                       | —                       |                    | New World Depression                          |
| «Self-Inflicted»                                                      | 2025 | —                       | 28                      | —                       | —                       | 10                      | —                       |                    | Thy Kingdom Come                              |
| «Now and at the Hour of Our Death» (при уч. Bones)                    | 2025 | —                       | 28                      | —                       | —                       | 13                      | —                       |                    | Thy Kingdom Come                              |

### Другие песни в чартах
| Название                                                            | Год  | Высшая позиция в чартах | Высшая позиция в чартах | Высшая позиция в чартах | Альбом                                          |
| Название                                                            | Год  | US                      | US R&B/HH               | NZ Hot                  | Альбом                                          |
| ------------------------------------------------------------------- | ---- | ----------------------- | ----------------------- | ----------------------- | ----------------------------------------------- |
| «All Dogs Go to Heaven»                                             | 2020 | —                       | —                       | 26                      | Stop Staring at the Shadows                     |
| «Putrid Pride»                                                      | 2020 | —                       | —                       | 32                      | Stop Staring at the Shadows                     |
| «That Just Isn’t Empirically Possible»                              | 2020 | —                       | —                       | 34                      | Stop Staring at the Shadows                     |
| «If Self-Destruction Was an Olympic Event, I’d Be Tonya Harding»    | 2021 | —                       | —                       | 26                      | Long Term Effects of Suffering                  |
| «Life Is but a Stream~»                                             | 2021 | —                       | —                       | 21                      | Long Term Effects of Suffering                  |
| «5 Grand at 8 to 1»                                                 | 2021 | —                       | —                       | 28                      | Long Term Effects of Suffering                  |
| «Avalon»                                                            | 2021 | —                       | —                       | 15                      | Long Term Effects of Suffering                  |
| «Materialism as a Means to an End»                                  | 2021 | —                       | —                       | 15                      | Long Term Effects of Suffering                  |
| «Ugliest»                                                           | 2021 | —                       | —                       | 16                      | Long Term Effects of Suffering                  |
| «Genesis»                                                           | 2022 | —                       | 41                      | 13                      | Sing Me a Lullaby, My Sweet Temptation          |
| «Matte Black»                                                       | 2022 | —                       | 36                      | 10                      | Sing Me a Lullaby, My Sweet Temptation          |
| «Fucking Your Culture»                                              | 2022 | —                       | 49                      | 18                      | Sing Me a Lullaby, My Sweet Temptation          |
| «1000 Blunts»                                                       | 2022 | —                       | 45                      | 12                      | Sing Me a Lullaby, My Sweet Temptation          |
| «Sorry for the Delay» (совместно с Germ)                            | 2022 | —                       | —                       | 15                      | DirtiestNastiest$uicide                         |
| «Buckhead» (совместно с Germ)                                       | 2022 | —                       | —                       | 17                      | DirtiestNastiest$uicide                         |
| «I Dream of Chrome» (совместно с Germ)                              | 2022 | —                       | —                       | 12                      | DirtiestNastiest$uicide                         |
| «Champagne Face» (совместно с Germ)                                 | 2022 | —                       | —                       | 13                      | DirtiestNastiest$uicide                         |
| «Shameless $uicide» (совместно с Shakewell)                         | 2023 | —                       | —                       | 39                      | Shameless $uicide                               |
| «Whole Lotta Grey» (совместно с Shakewell)                          | 2023 | —                       | —                       | 32                      | Shameless $uicide                               |
| «Six Lines, Two Dragons, and a Messiah» (совместно с Shakewell)     | 2023 | —                       | —                       | 33                      | Shameless $uicide                               |
| «Hot Razor»                                                         | 2023 | —                       | —                       | 25                      | Yin Yang Tapes: Spring Season (1989–1990)       |
| «Realism vs Idealism»                                               | 2023 | —                       | —                       | 17                      | Yin Yang Tapes: Spring Season (1989–1990)       |
| «Château Gris»                                                      | 2023 | —                       | —                       | 31                      | Yin Yang Tapes: Spring Season (1989–1990)       |
| «5 ’n the Mornin»                                                   | 2023 | —                       | —                       | 35                      | Yin Yang Tapes: Summer Season (1989–1990)       |
| «Bloody 98» (совместно с Ghostemane)                                | 2023 | —                       | —                       | 14                      | Yin Yang Tapes: Summer Season (1989–1990)       |
| «Provolone & Heroin» (совместно с Freddie Dredd)                    | 2023 | —                       | —                       | 35                      | Yin Yang Tapes: Fall Season (1989–1990)         |
| «Bossier City Kidnap Victims»                                       | 2023 | —                       | —                       | 40                      | Yin Yang Tapes: Winter Season (1989–1990)       |
| «Not Even Ghosts Are This Empty»                                    | 2023 | —                       | 44                      | 9                       | I No Longer Fear the Razor Guarding My Heel (V) |
| «Finding Shelter in My Larynx»                                      | 2023 | —                       | —                       | 13                      | I No Longer Fear the Razor Guarding My Heel (V) |
| «A Little Trauma Can Be Illuminating, and I'm Shining Like the Sun» | 2023 | —                       | —                       | 11                      | I No Longer Fear the Razor Guarding My Heel (V) |
| «Lone Wolf Hysteria»                                                | 2024 | —                       | 31                      | 6                       | New World Depression                            |
| «Mental Clarity Is a Luxury I Can’t Afford»                         | 2024 | —                       | 36                      |                         | New World Depression                            |
| «Thorns»                                                            | 2024 | 91                      | 27                      | 3                       | New World Depression                            |
| «Misery in Waking Hours»                                            | 2024 | —                       | 32                      | 8                       | New World Depression                            |
| «Burgundy»                                                          | 2024 | 86                      | 25                      | 4                       | New World Depression                            |
| «The Light at the End of the Tunnel for $9.99 a Month»              | 2024 | —                       | 46                      | —                       | New World Depression                            |

### Гостевое участие
| Название                 | Год  | Другие исполнители                             | Альбом                             |
| ------------------------ | ---- | ---------------------------------------------- | ---------------------------------- |
| «Soul»                   | 2014 | Chetta                                         | Diary of a Felon                   |
| «Cult II»                | 2014 | Queen Michael                                  | н/д                                |
| $ilent Night             | 2014 | DJ El G                                        | н/д                                |
| «$U$HI»                  | 2014 | $HROOMHEAD                                     | н/д                                |
| «$uicideWave»            | 2014 | XtheDolphin                                    |                                    |
| «Hotline»                | 2015 | IZREAL                                         |                                    |
| «G Double O D»           | 2015 | Swag Toof                                      | Foe                                |
| Lethargy                 | 2015 | J Trauma                                       |                                    |
| «Dark Cry$tal»           | 2015 | Noah23                                         | Peacock Angel                      |
| «666House»               | 2015 | Mike Good, Ramirtez                            | н/д                                |
| «The Invocation»         | 2015 | Wavy Jone$                                     | Beyond the Black Rainbow           |
| «Psychedelic $uicide»    | 2015 | Trez                                           | н/д                                |
| «Hatred»                 | 2015 | Smug Mang                                      | Lil Gwoupo                         |
| «Seppuku»                | 2015 | Ghostemane, JGRXXN                             | For the Aspiring Occultist         |
| «Polluted Paradise»      | 2015 | Chetta                                         | Polluted Paradise                  |
| «Avant Garde»            | 2015 | JGRXXN, Rozz Dyliams                           | LILBOXCHEVYMANE                    |
| «Avant Garde II»         | 2015 | JGRXXN, Ramirez                                | Ra                                 |
| «Make Your Own Way»      | 2015 | Supa Sortahuman                                | HATE HATE                          |
| «Dipped In Gold»         | 2015 | B.C. tha Hybrid                                | н/д                                |
| «Sarcophagus II»         | 2015 | Ramirez                                        | Meet Me Where the River Turns Grey |
| «Guillotine»             | 2016 | CP97                                           | н/д                                |
| «Check»                  | 2016 | EndyEnds                                       | н/д                                |
| «Fuck Y’all Hoes»        | 2016 | Germ                                           | Bad Shit                           |
| «Chamber»                | 2016 | Mikey the Magician                             | Manifest                           |
| «But Wait, There’s More» | 2016 | Пуя                                            | Underground Underdog               |
| «Fat Hoes»               | 2016 | Pouya, SDotBraddy, Germ                        | Underground Underdog               |
| «AGORA»                  | 2016 | Yung Dori, Crackhead Jynn                      | SUSPECT                            |
| «2 Hot 4 U»              | 2016 | Fat Nick                                       | When the Lean Runs Out             |
| «TTYL (RMX)»             | 2016 | Fat Nick, Pouya, Sir Michael Rocks, Robb Banks | When the Lean Runs Out             |
| «I Can’t Fold»           | 2016 | Wifisfuneral                                   | Black Heart Revenge                |
| «2 High»                 | 2016 | Getter                                         | Wat the Frick                      |
| «Depraved $uicide»       | 2016 | Yung Dori                                      | н/д                                |
| «BOTTOM FEEDER$»         |      | $HROOMHEAD                                     |                                    |
| «666 Below»              | 2017 | Kold-Blooded                                   | FaceKloud 1.0                      |
| «Rukus»                  | 2017 | Germ                                           | Bad Shit (Bootleg)                 |
| «$uicide Bay»            | 2017 | Mitchell Bay                                   | н/д                                |
| «Grey Gods»              | 2017 | Ramirez                                        | The Grey Gorilla                   |
| «As the Bridges Burn»    | 2017 | Craig Xen                                      | н/д                                |
| «Freaky»                 | 2017 | Juicy J, A$AP Rocky                            | Highly Intoxicated                 |
| «Joan of Arc»            | 2018 | Night Lovell                                   | Goodnight Lovell                   |
| «Cutthroat Smile»        | 2018 | Bexey                                          | н/д                                |
| «Awkward Car Drive»      | 2019 | Germ                                           | Germ Has a Deathwish               |
| «Zuccenberg»             | 2021 | Tommy Cash, Дипло                              | MoneySutra                         |
| «Solutions»              | 2022 | Shakewell                                      | Pray 4 Shakewell                   |
| «Poydras»                | 2022 | Chetta                                         | Been Here Forever                  |
| «Datura»                 | 2023 | Различные исполнители                          | Fast X: Original Soundtrack        |
| «Pulling Up»             | 2024 | Germ                                           | Every Dog Has Its Day              |

## Видеография

### Как сольные артисты
- 2012 — Cae$ar 1999 ($crim)
- 2013 — Chopper Season ($crim)
- 2014 — Bitch, Get off Me (#Free$crim RMX) (Oddy Nuff da $now Leopard)
- 2014 — $hark Attack (666 RMX) (Oddy Nuff da $now Leopard)
- 2014 — $torage (их первый совместный клип, далее они создают дуэт)

### Клипы $uicideboy$
- 2014 — 100 Blunt$
- 2014 — Vietnam
- 2014 — Kill Your$elf
- 2014 — Ocean $ide $uicide
- 2014 — Nm Jc
- 2014 — Cult II (совместно с Queen Michael)
- 2014 — Fuck a Hoe (совместно с Black Smurf)
- 2014 — T$unami
- 2014 — Gold ('99—2000)
- 2014 — Noxygen (продюсер Oxytocin Dreams)
- 2015 — Tempura
- 2015 — Hair
- 2015 — Lemon $lime
- 2015 — Black $uicide (совместно с Black Smurf)
- 2015 — $moke Break (совместно с Black Smurf)
- 2015 — Pontiac $unfire
- 2015 — Kill Your$elf (Part II)
- 2015 — Clouds as Witnesses
- 2015 — Rag Round my Skull
- 2015 — Dead Batteries
- 2015 — Free Gucci (совместно с Black Smurf)
- 2015 — I Miss my Dead Friends
- 2015 — LTE & Gloss of Blood
- 2015 — All My Life I’ve Wanted a Chevy и I Ended up Driving the Camaro off the Causeway Bridge
- 2015 — Exodus
- 2015 — Ugly
- 2015 — The Crescent Moon & the Rising Sun
- 2015 — FUCKTHEPOPULATION
- 2015 — Tulane
- 2015 — To Have & Have not
- 2015 — Paris
- 2015 — $outh $ide $uicide (клип на все пять треков) (совместно с Pouya)
- 2016 — Jon Voight (Live Fast, Die Young)
- 2016 — The Nail to the Cross (продюсер Dirty Vans)
- 2016 — Antarctica
- 2016 — Magazine
- 2016 — O Pana!
- 2016 — BREAKDALAW2K16 (совместно с Pouya)
- 2017 — Here We Go Again (совместно с Germ)
- 2017 — New Chains, Same Shackles
- 2017 — 2nd Hand
- 2017 — I Hung Myself for a Persona и Now i’m Up to my Neck with Offers
- 2017 — Face it
- 2018 — For the Last Time
- 2022 — Matte Black
- 2023 — Not Even Ghosts Are This Empty
- 2024 — The Thin Grey Line

### Комментарии
1. ↑  «...And to Those I Love, Thanks for Sticking Around» не вошёл в чарт Billboard Hot 100, но достиг позиции под номером 5 в чарте Bubbling Under Hot 100.[64]
2. ↑  «Escape from Babylon» не вошёл в чарт Billboard Hot 100, но достиг позиции под номером 22 в чарте Bubbling Under Hot 100.[64]
3. ↑  «My Swisher Sweet, But My Sig Sauer» не вошёл в чарт Billboard Hot 100, но достиг позиции под номером 14 в чарте Bubbling Under Hot 100.[64]
4. ↑  «Big Shot Cream Soda» не вошёл в чарт Billboard Hot 100, но достиг позиции под номером 14 в чарте Bubbling Under Hot 100.[64]
5. ↑  «Are You Going to See the Rose in the Vase, or the Dust on the Table» не вошёл в чарт Billboard Hot 100, но достиг позиции под номером 6 в чарте Bubbling Under Hot 100.[64]
6. ↑  «Genesis» не вошёл в чарт Billboard Hot 100, но достиг позиции под номером 5 в чарте Bubbling Under Hot 100.[64]
7. ↑  «Matte Black» не вошёл в чарт Billboard Hot 100, но достиг позиции под номером 2 в чарте Bubbling Under Hot 100.[64]
8. ↑  «Fucking Your Culture» не вошёл в чарт Billboard Hot 100, но достиг позиции под номером 14 в чарте Bubbling Under Hot 100.[64]
9. ↑  «1000 Blunts» не вошёл в чарт Billboard Hot 100, но достиг позиции под номером 12 в чарте Bubbling Under Hot 100.[64]
10. ↑  «Not Even Ghosts Are This Empty» не вошёл в чарт Billboard Hot 100, но достиг позиции под номером 23 в чарте Bubbling Under Hot 100.[64]
11. ↑  «Lone Wolf Hysteria» не вошёл в чарт Billboard Hot 100, но достиг позиции под номером 1 в чарте Bubbling Under Hot 100.[64]
12. ↑  «Mental Clarity Is a Luxury I Can’t Afford» не вошёл в чарт Billboard Hot 100, но достиг позиции под номером 10 в чарте Bubbling Under Hot 100.[64]
13. ↑  «Misery in Waking Hours» не вошёл в чарт Billboard Hot 100, но достиг позиции под номером 3 в чарте Bubbling Under Hot 100.[64]